# Bezwładnie
Bezwładnie – trzeci singel promocyjny i trzeci z kolei utwór na płycie Matka i żony zespołu Mikromusic z gościnnym udziałem Skubasa. Singel trafił do promocji radiowej 28 września 2015, wydany przez Warner Music Poland. Nagranie powstało na potrzeby ścieżki dźwiękowej do filmu „Chemia” w reżyserii Bartka Prokopowicza. Teledysk, który miał premierę 29 września 2015, został wyreżyserowany przez Katię Priwieziencew (scenariusz - Katia Priwieziencew i Grzegorz Hartfiel, zdjęcia - Grzegorz Hartfiel).

## Twórcy / wykonawcy
- muzyka, słowa, śpiew - Natalia Grosiak
- śpiew - Skubas
- gitary - Dawid Korbaczyński
- bas - Robert Szydło
- rhodes - Robert Jarmużek
- trąbka, flugelhorn - Adam Lepka
- perkusja - Łukasz Sobolak
- mix i mastering - Robert Szydło
- produkcja - Dawid Korbaczyński

## Notowania
- Lista przebojów z charakterem RDC: 2[3]
- Lista przebojów Polskiego Radia PiK: 27[4]
- Lista Przebojów Trójki: 31[5]